# Liste der Bildungseinrichtungen im Neckar-Odenwald-Kreis

Bildungsorte und Lernwelten in Deutschland

Wappen des Neckar-Odenwald-Kreises

In der Liste der Bildungseinrichtungen im Neckar-Odenwald-Kreis sind Bildungseinrichtungen für Orte, die zum Neckar-Odenwald-Kreis in Baden-Württemberg gehören, aufgeführt. Der Neckar-Odenwald-Kreis ist i. d. R. Schulträger der beruflichen Schulen, Sonderschulen und Fachschulen. Die allgemeinbildenden Schulen werden üblicherweise von den Gemeinden im Neckar-Odenwald-Kreis getragen.
Die Liste erhebt keinen Anspruch auf Vollständigkeit (Stand: 14. Juli 2020).

## Kreismedienzentren
Die Kreismedienzentren befinden sich in der Henry-Dunant-Str. 4 (⊙) in Buchen und in der Jean-de-la-Fontaine-Straße 1 in Mosbach (⊙).
Die Kreismedienzentren versorgen Schulen und andere Bildungseinrichtungen mit geeigneten Medien, beraten sie über deren Einsatz und bilden Lehrkräfte sowohl medienpädagogisch als auch medientechnisch weiter.

## Hochschulen und Akademien

### Duale Hochschule
- Duale Hochschule Baden-Württemberg Mosbach (⊙)[4]

### Volkshochschulen
Volkshochschulen bestehen im Neckar-Odenwald-Kreis an folgenden Standorten:
- Volkshochschule Buchen, Kellereistraße 48 (⊙), Buchen[5]
- Volkshochschule Mosbach, Hauptstraße 22 (⊙), Mosbach[6]
- Volkshochschule Mosbach Außenstelle Haßmersheim, Wilhelm-Hauff-Straße 24 (⊙), 74855 Haßmersheim[7]

### Akademien
- Hector-Kinderakademie an der Grund- und Werkrealschule Obrigheim, Schulstraße 8, Obrigheim
- Hector-II-Kinderakademie an der Martin-von-Adelsheim-Schule

## Öffentliche Schulen

### Öffentliche Grundschulen
Adelsheim
- Martin-von-Adelsheim Grund- und Werkrealschule Adelsheim, Obere Eckenbergstraße 1

Aglasterhausen
- Grund- und Hauptschule mit Werkrealschule Aglasterhausen, Neue Schulstraße

Billigheim
- Grundschule Allfeld, Rebhuhnstraße 1
- Grund- und Hauptschule mit Werkrealschule Billigheim Außenstelle Grundschule Waldmühlbach, Kastanienweg 6
- Grundschule Sulzbach, Fuchsienstraße 2

Binau
- Albert-Schneider-Schule Grundschule, Reichenbucher Straße 38

Buchen (Odenwald)
- Wimpina-Grundschule, Dr. Fritz-Schmitt-Ring 1
- Grundschule Bödigheim-Waldhausen, Am Römer 20
- Nachbarschaftsgrundschule Götzingen, Thingstraße 28
- Grund- und Hauptschule Hainstadt, Eichendorffstraße 4
- Grund- und Hauptschule mit Werkrealschule Hettingen, Ober dem Fahrweg 19
- Jakob-Mayer-Grundschule, Turn-Heinrich-Platz 4

Elztal
- Elztalschule Grund- und Hauptschule mit Werkrealschule, Hauptstraße 8, Elztal
  - Außenstelle Grundschule Auerbach
  - Außenstelle Grundschule Neckarburken
  - Außenstelle Grundschule Rittersbach

Fahrenbach
- Grundschule Fahrenbach, Bahnhofstraße 30

Hardheim
- Grundschule im Walter-Hohmann-Schulverbund Hardheim, Schulstraße 8
- Grundschule Gerichtstetten, Stationsweg 17

Haßmersheim
- Friedrich-Heuss-Schule Grund- und Werkrealschule, Schulstraße 26

Höpfingen
- Grundschule Höpfingen, Jahnstraße 12

Hüffenhardt
- Grundschule Hüffenhardt, Hauptstraße 49

Limbach
- Grundschule Limbach Laudenberg, Einbacher Straße 3

Mosbach (Große Kreisstadt)
- Clemens-Brentano-Grundschule, Mosbacher Straße 39
- Grundschule Diedesheim, Heidelberger Straße 83
- Kurfürstin-Amalia-Grundschule Lohrbach, Sattelbacher Straße 6
- Lohrtalschule, Grundschule, Alte Schefflenzer Steige 3
- Müller-Guttenbrunn-Schule Mosbach, Grundschule, Nüstenbacher Straße 71
- Waldstadt-Grundschule, Habichtweg 17
- Waldsteige-Grundschule, In der Heinrichsburg 6
- Wilhelm-Stern-Grundschule, Pfalzgraf-Otto-Straße 41

Mudau

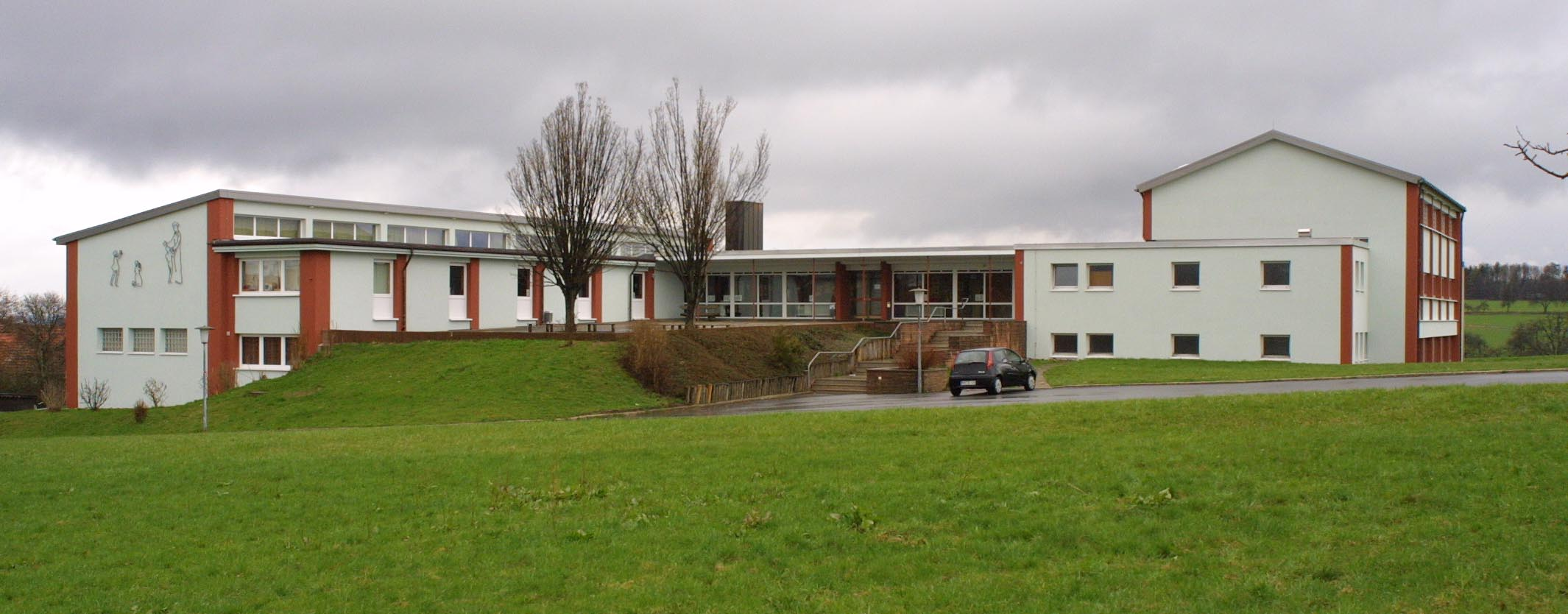
Grundschule Schloßau

- Grundschule mit Haupt- und Werkrealschule Mudau
- Grundschule Schloßau, in Mudau-Schloßau, Mörschenhardter Straße 18

Neckargerach
- Minneburgschule Grund- und Hauptschule mit Werkrealschule, Neue Schulstraße 2, Neckargerach
  - Außenstelle Grundschule Gutte, Kirchhofweg 3

Obrigheim
- Grund- und Hauptschule mit Werkrealschule Obrigheim, Schulstraße 8

Osterburken
- Schule am Limes Grund- und Werkrealschule, Galgensteige 15

Ravenstein
- Grundschule I, Am Lindenplatz 1
- Grundschule II Oberwittstadt, Chamissoweg 2

Schefflenz
- Schefflenzschule Grund- und Werkrealschule, Oberer Herrlichweg 25, Schefflenz
- Grundschule Oberschefflenz, Bahnhofstraße 14

Seckach
- Seckachtalschule Grund- und Hauptschule mit Werkrealschule, Schulstraße 5, Seckach
- Grundschule Großeicholzheim, Schloss-Straße 8

Waldbrunn
- Winterhauch-Grund- und Hauptschule mit Werkrealschule, Zu den Kuranlagen 7

Walldürn

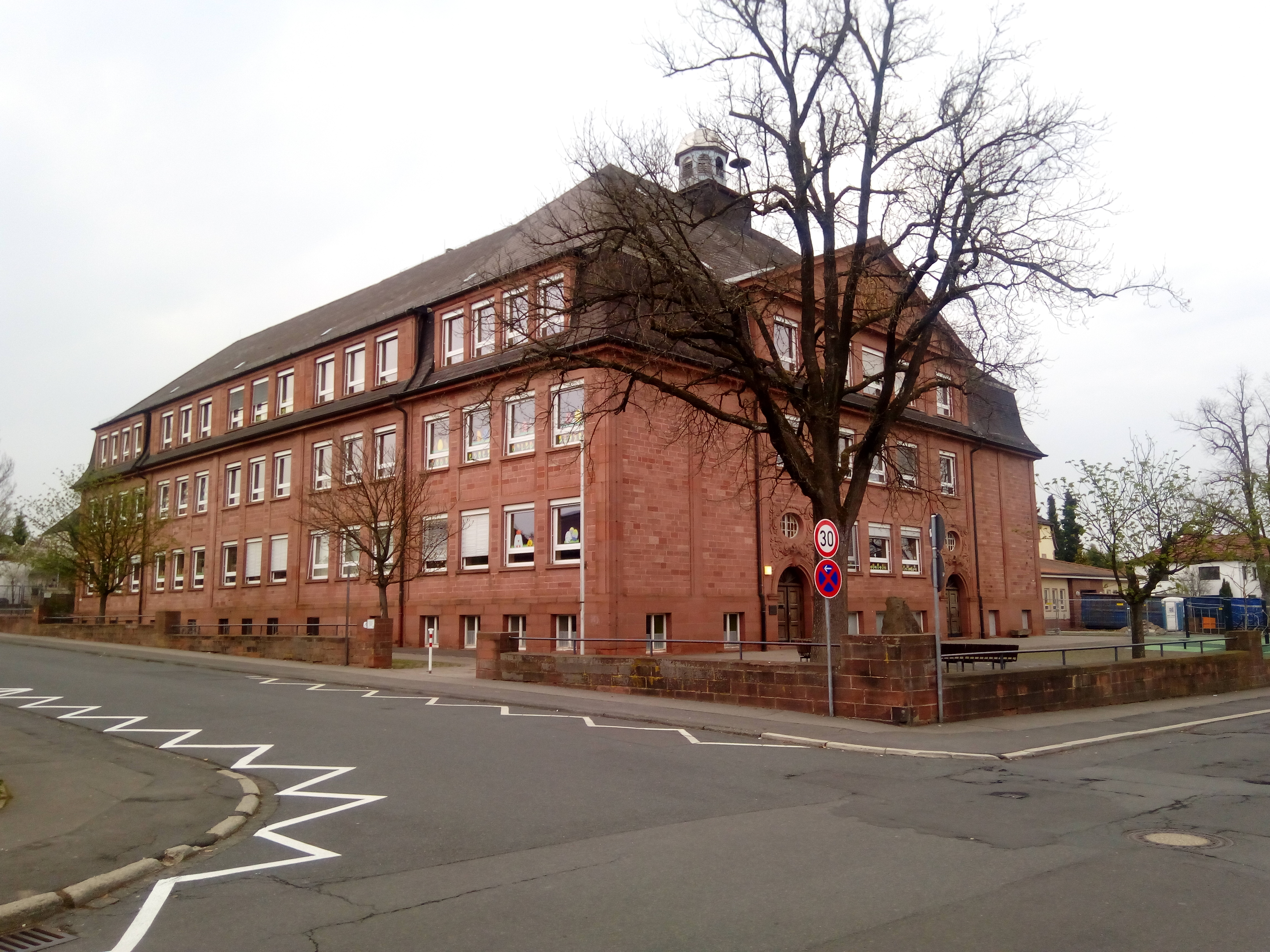
Grundschule Walldürn

- Grundschule Altheim, An den Hofäckern 36
- Grundschule Walldürn
- Grundschule Rippberg, Von-Echter-Ring 69
  - Grundschule Rippberg Außenstelle Gottersdorf, Buchbaumstraße 5

### Öffentliche Hauptschulen

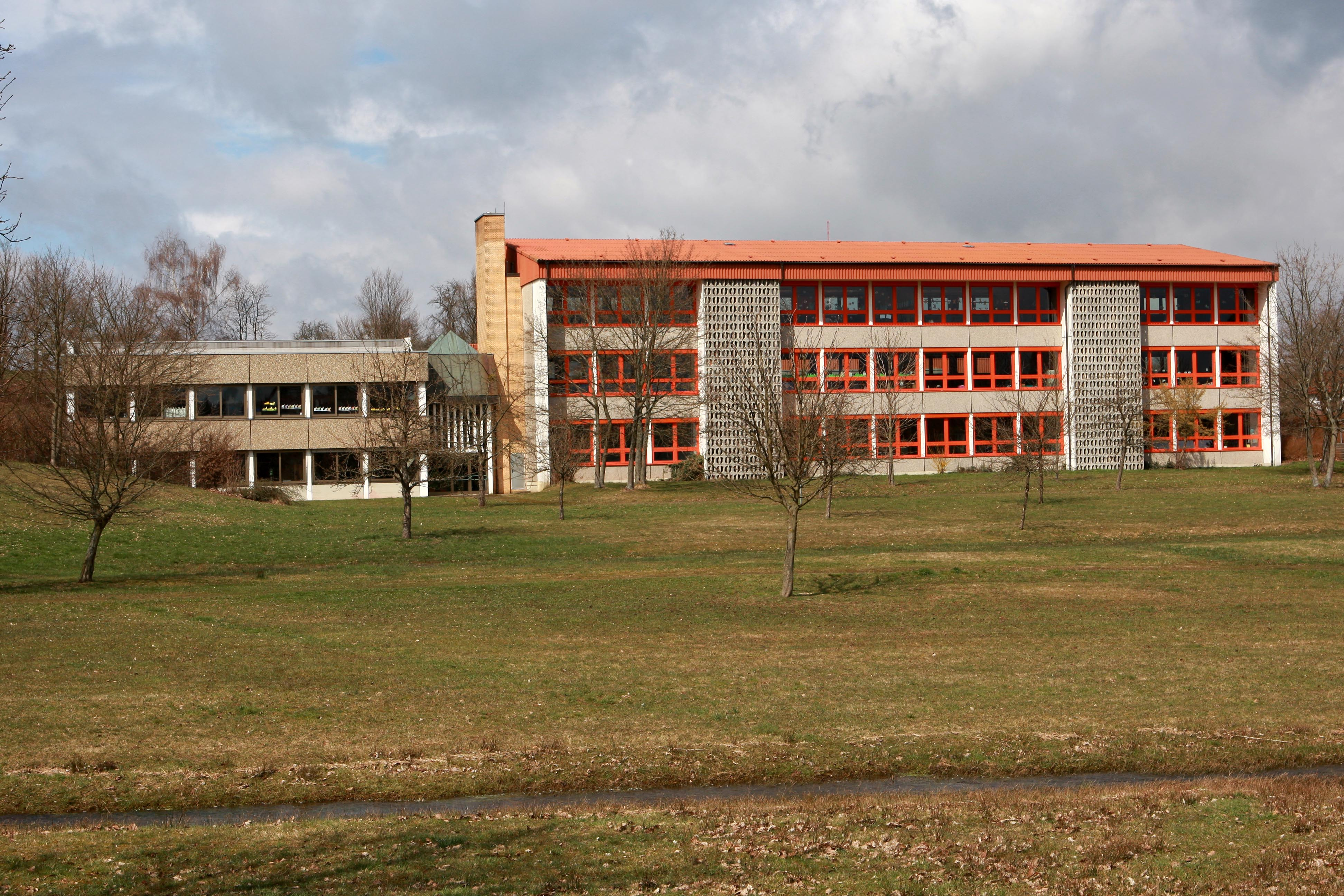
Haupt- und Werkrealschule Mudau

- Auguste-Pattberg-Hauptschule Mosbach, Teil des Auguste-Pattberg-Schulzentrums
- Grund- und Werkrealschule Obrigheim-Aglasterhausen
- Hauptschule im Walter-Hohmann-Schulverbund Hardheim, Schulstraße 8
- Lohrtalschule Mosbach
- Müller-Guttenbrunn-Schule Mosbach
- Grundschule mit Haupt- und Werkrealschule Mudau

### Öffentliche Werkrealschulen
- Auerbergschule, Hauptschule mit Werkrealschule, Theodor-Heuss-Ring 9, Walldürn
- Grund- und Hauptschule mit Werkrealschule Hainstadt, Eichendorffstr. 4, Buchen Hainstadt, Sprachförderung, Hausaufgabenbetreuung
- Grund- und Hauptschule mit Werkrealschule Mudau, Franz-Bingler-Straße 7, Mudau
- Grund- und Hauptschule mit Werkrealschule Seckach, Schulstraße 5, 74743 Seckach
- Auguste-Pattberg-Werkrealschule Mosbach, Teil des Auguste-Pattberg-Schulzentrums
- Lohrtal-Grund- und Hauptschule mit Werkrealschule, Alte Schefflenzer Steige 3, Mosbach
- Grund- und Werkrealschule Obrigheim, Schulstraße 8, Obrigheim
- Grund- und Werkrealschule Obrigheim-Aglasterhausen, Außenstelle WRS Aglasterhausen
- Karl-Trunzer-Schule, Ganztags-Werkrealschule, Dr.-Fritz-Schmitt-Ring 1, Buchen
- Martin-von-Adelsheim-Schule, Ganztagsschule, Grund- und Hauptschule mit Werkrealschule, Obere Eckenbergstr. 1, Adelsheim
- Müller-Guttenbrunn-Schule, Alte Schefflenzer Steige 3, Mosbach
- Schefflenztalschule, Grund- und Werkrealschule mit den Standorten:
  - Billigheim (Kl. 5–7),
  - Schefflenz (Grundschule Kl. 1–4 und Kl. 8–10, Sitz der Schulleitung), Oberer Herrlichweg 25, Schefflenz und
  - Seckach (Kl. 5–7)
- Schule Höpfingen, Grund- und Hauptschule mit Werkrealschule, Jahnstr. 12, Höpfingen
- Minneburgschule Neckargerach, Grund- und Hauptschule mit Werkrealschule, Neue Schulstraße 2, Neckargerach
- Schule am Limes, Grund- und Hauptschule mit Werkrealschule, Galgensteige 15, Osterburken
- Schule am Schlossplatz, Muckentaler Straße 8, Limbach
- St. Bernhard-Schule für Erziehungshilfe, mit Werkrealschule, Klingestraße 54, Seckach Klinge

### Öffentliche Realschulen
- Abendrealschule der Volkshochschule Mosbach, Hauptstraße 96
- Abt-Bessel-Realschule Buchen, Dr.-Fritz-Schmitt-Ring 1
- Realschule im Walter-Hohmann-Schulverbund Hardheim, Schulstraße 8
- Pestalozzi-Realschule Mosbach
- Realschule Obrigheim
- Konrad-von-Dürn-Realschule Walldürn, Theodor-Heuss-Ring 11 (⊙)
- Realschule Osterburken . Hemsbacher Straße 22

### Öffentliche Gemeinschaftsschulen
- Friedrich Heuß Gemeinschaftsschule, Schulstraße 26, Haßmersheim
- Karl-Trunzer-Gemeinschaftsschule Buchen, Dr.-Fritz-Schmitt-Ring 3, Buchen
- Martin-von-Adelsheim-Schule, Obere Eckenbergstr. 1, Adelsheim

### Öffentliche Gymnasien
- Auguste-Pattberg-Gymnasium Mosbach[8]
- Burghardt-Gymnasium Buchen[9]
- Eckenberg-Gymnasium Adelsheim[10]
- Ganztagsgymnasium Osterburken[11][12]
- Nicolaus-Kistner-Gymnasium Mosbach[13]

### Öffentliche Sonderpädagogische Bildungs- und Beratungszentren
Im Neckar-Odenwald-Kreis bestehen folgende Förder- und Sonderschulen:
- St. Bernhard-Schule für Erziehungshilfe, Klingestraße 54 (⊙), Seckach Klinge, Schule für Erziehungshilfe mit den Bildungsgängen Grundschule, Werkrealschule, Förderschule für Schüler aus dem Neckar-Odenwald-Kreis, Träger: Kinder- und Jugenddorf Klinge e. V.
- Johannesberg Schule, Neckarburkener Str. 2-4 (⊙), Mosbach, Schule für geistig- und körperbehinderte Menschen, Träger: Johannes-Diakonie Mosbach
- Schwarzbach Schule, Am Sonnenrein 5 (⊙), Schwarzach, Bildungsangebote: Schulkindergarten für Körperbehinderte und Geistigbehinderte, Sonderpädagogisches Bildungs- und Beratungszentrum, Schule für Körperbehinderte; Bildungsgang Förderschule, Sonderpädagogische Beratungsstelle, Beratungsstelle für Unterstützte Kommunikation, Träger: Johannes-Diakonie Mosbach[15]
- Gebrüder-Grimm-Schule, Gebrüder-Grimm-Straße 4 (⊙), Aglasterhausen Daudenzell, Sonderpädagogisches Bildungs- und Beratungszentrum mit Förderschwerpunkt Lernen, Träger: Gemeinde Aglasterhausen
- Nardini-Schule, Adolf-Kolping-Straße 29 (⊙), Walldürn, Schule für Erziehungshilfe: von inklusiv bis intensivpädagogisch, Sonderpädagogischer Dienst: Ambulantes Unterstützungsangebot für Schulen, Schüler und Eltern, Sonderpädagogische Beratungsstelle: Beratungs- und Unterstützungsangebot für Kinder im vorschulischen Alter, Eltern und Kindergärten, Begutachtungen im Auftrag des Staatlichen Schulamtes, Träger: Erzbischöfliches Kinder- und Jugendheim St. Kilian
- Hardberg-Förderschule, Pfalzgraf-Otto-Str. 41 (⊙), Mosbach

### Öffentliche Schulkindergärten
Im Neckar-Odenwald-Kreis bestehen folgende Schulkindergärten:
- St. Theresia Kinder- und Jugenddorf Klinge, Kindergartenweg 1 (⊙), Seckach
- Schulkindergarten Vogelnest, Schwarzacher Hof (⊙), Auf der Höhe 13, Schwarzach[17]
- Schulkindergarten „die Kleckse“, Neckarburkener Str. 2-4 (⊙), Mosbach
- Schulkindergarten Pusteblume, Karl-Tschamber-Str. 6 (⊙), Buchen

### Öffentliche berufsbildende Schulen
Im Neckar-Odenwald-Kreis bestehen die folgenden berufsbildenden Schulen:
| Schule | Lage                                      | Bildungsangebot | Website                      | Träger                | Bild             |
| --- | ----------------------------------------- | --- | ---------------------------- | --------------------- | ---------------- |
| Augusta-Bender-Schule Mosbach | Schillerstr. 2 (⊙), Mosbach               | - Abitur am Biotechnologischen und Ernährungswissenschaftlichen Gymnasium - Fachhochschulreife im einjährigen Berufskolleg zum Erwerb der Fachhochschulreife - Vorbereitung auf die Fachhochschulreife im einjährigen Berufskolleg Gesundheit und Pflege und im Dualen Berufskolleg Fachrichtung Soziales - Fachschulreife in der Zweijährigen Berufsfachschule Profil Ernährung und Hauswirtschaft und Profil Gesundheit und Pflege - Ausbildung in der Altenpflege (Berufe: Altenpflegehelfer-in und Altenpfleger-in) - Ausbildung in der Sozialpädagogik (Beruf: Erzieher-in) - Ausbildung in der Landwirtschaft - Weiterbildung in Altenpflege, als Erzieher_in und in der Landwirtschaft - Berufsvorbereitende Einrichtung auch für Förderschüler | www.augusta-bender-schule.de | Neckar-Odenwald-Kreis |                  |
| Helene-Weber-Schule Buchen, Berufliche Schule für Ernährung, Erziehung, Gesundheit und Soziales, Hauswirtschaftliche Schule Buchen | St.-Rochus-Str. 12 (⊙), Buchen            | - Berufsfachschule Pädagogische Erprobung - Zweijährige Berufsfachschulen Profil Ernährung und Hauswirtschaft, Profil Gesundheit und Pflege - Zweijährige Berufsfachschule für Kinderpflege - Berufskolleg Gesundheit und Pflege 1 und 2 - Sozial- und Gesundheitswissenschaftliches Gymnasium - Zweijährige Berufsfachschule zum Erwerb von Zusatzqualifikationen Profil Ernährung und Erziehung, Schwerpunkt Hauswirtschafterin und Erzieherabschluss - Fachschulen für Organisation und Führung und Ernährung und Hauswirtschaft | www.hws-buchen.de            | Neckar-Odenwald-Kreis |                  |
| Ludwig-Erhard-Schule Mosbach | Jean-de-la-Fontaine-Straße 1 (⊙), Mosbach | - Wirtschaftsgymnasium - Kaufmännische Berufskollegs - Wirtschaftsschule - Kaufmännische Fortbildungen (IHK-Fachwirt, IHK-Betriebswirt etc.) | www.les-mosbach.de           | Neckar-Odenwald-Kreis |                  |
| Zentralgewerbeschule Buchen | Karl-Tschamber-Str. 1 (⊙), Buchen         | - Technisches Gymnasium – Profile Mechatronik (TGM), Technik und Management (TGTM), Informationstechnik (TGI) - Technikerschule – Fachrichtung Maschinentechnik, Schwerpunkt Qualitätstechnik, (FTM), Teilzeit oder Vollzeit - 1-jähriges Berufskolleg zur Fachhochschulreife führend (1BKFHT) - 1-jähriges Berufskolleg mit Verzahnung (Beruf Feinwerkmechaniker) - (1. Jahr 1BK1MFE / 2. Jahr 1BK2MFE – FH-Reife) - 2-jährige Berufsfachschule Metalltechnik (2BFM) oder Elektrotechnik (2BFE) - 1-jährige Berufsfachschulen (1BFS), Holz-, Metall- kfz-, Elektrotechnik oder Körperpflege - Berufseinstiegsjahr (BEJ) - Vorqualifizierungsjahr Arbeit-Beruf (VAB) - Berufsvorbereitende Einrichtung (BVE)                                           | www.zgb-buchen.de            | Neckar-Odenwald-Kreis |                  |
| Frankenlandschule Walldürn | Keimstraße 22-24 (⊙), Walldürn            | - Wirtschaftsgymnasium - Berufskolleg Wirtschaftsinformatik - Berufskolleg I mit Übungs- und Juniorenfirma - Berufskolleg II mit Übungs- und Juniorenfirma - Wirtschaftsschule mit Übungsfirma - VABO-Klasse (Vorbereitung auf Arbeit und Beruf ohne Deutschkenntnisse) - VAB-Klasse (Vorbereitung auf Arbeit und Beruf) | www.frankenlandschule.de     |                       | (weitere Bilder) |
| Gewerbeschule Mosbach | Schillerstr. 4 (⊙), Mosbach               | - Technisches Gymnasium | www.gewerbeschule-mosbach.de |                       |                  |

## Ehemalige Bildungseinrichtungen und Schulformen
Adelsheim
- Kreislandwirtschaftschule Adelsheim; eröffnete am 11. November 1948

Buchen (Odenwald)
- Jüdische Elementarschule Buchen (Odenwald)
- Jüdische Elementarschule Hainstadt (Buchen)